# HMS Seneschal (P255)
Le HMS Seneschal (Pennant number : P255) est un sous-marin britannique de classe S du troisième lot, construit pour la Royal Navy pendant la Seconde Guerre mondiale. Il faisait partie des unités construites entre 1941 et 1944 par les Britanniques pour des opérations offensives. Il a survécu à la guerre et a été vendu à la ferraille en 1965.

## Conception
Les sous-marins de la classe S ont été conçus pour patrouiller dans les eaux resserrées de la mer du Nord et de la mer Méditerranée. Les navires du troisième lot étaient légèrement agrandis et améliorés par rapport à ceux du deuxième lot. Ils avaient une coque plus solide, transportaient plus de carburant, et leur armement était modernisé.

Schéma d'un sous-marin de classe S.

Ces sous-marins avaient une longueur hors tout de 66,1 mètres, une largeur de 7,2 m et un tirant d'eau de 4,5 m. Leur déplacement était de 827 tonnes en surface et 1 006 tonnes en immersion . Les sous-marins de la classe S avaient un équipage de 48 officiers et matelots. Ils pouvaient plonger jusqu'à la profondeur de 90 m.
Pour la navigation en surface, ces navires étaient propulsés par deux moteurs Diesel de 950 ch (708 kW), chacun entraînant un arbre et une hélice distincte. En immersion, les hélices étaient entraînées par un moteur électrique de 650 ch (485 kW). Ils pouvaient atteindre 15 nœuds (28 km/h) en surface et 10 nœuds (19 km/h) en plongée . En surface, les sous-marins du troisième lot avaient une autonomie en surface de 6 000 milles marins (11 000 km) à 10 nœuds (19 km/h), et en plongée de 120 milles (220 km) à 3 nœuds (5,6 km/h).
Ces navires étaient armés de sept tubes lance-torpilles de 21 pouces (533 mm) dont six à la proue et un tube externe à la poupe. Ils transportaient six torpilles de recharge pour les tubes d’étrave, pour un total de treize torpilles. Douze mines pouvaient être transportées à la place des torpilles intérieurement arrimées. Les navires étaient aussi armés d'un canon de pont de 3 pouces (76 mm).
Les navires du troisième lot de la classe S étaient équipés d’un système ASDIC de type 129AR ou 138 et d’un radar d’alerte avancée de type 291 ou 291W .

## Engagements
Le HMS Seneschal a été construit par Scotts Shipbuilding and Engineering Company à Greenock en Écosse, et lancé le 23 avril 1945. Il est le premier (et jusqu’à présent, le seul) navire de la Royal Navy à porter le nom de Seneschal, d’après la fonction officielle (en français : sénéchal) au Moyen Âge. 
Il a survécu à la Seconde Guerre mondiale, mais a subi plusieurs mésaventures durant sa carrière après-guerre. Le 4 juin 1947, il subit une explosion. Le 14 juin 1952, il entre en collision avec la frégate danoise Thetis, au sud de l’île de Wight. Le périscope et le mât radar du sous-marin sont endommagés. En 1953, il participe à la Fleet Review (revue navale) pour célébrer le couronnement de la reine Élisabeth II. Il a finalement été vendu, arrivant le 23 août 1960 aux chantiers de Clayton & Davie, à Dunston, pour démolition.